# Робърт Сетчър
Робърт Ли Сетчър (на английски: Robert Lee Satcher) e американски лекар и астронавт на НАСА, участник в космически полет.

## Образование
Робърт Сетчър завършва елитния колеж Denmark-Olar High School в Денмарк, Южна Каролина през 1982 г. През 1986 г. завършва Масачузетски технологичен институт в Кеймбридж, Масачузетс с бакалавърска степен по инженерна химия. През 1993 г. става доктор по философия в същото висше учебно заведение. През 1994 г. завършва медицина в Харвардския медицински институт, Бостън, Масачузетс. През 2000 г. взема специалност ортопедия от Калифорнийския университет, Бъркли. От 2001 г. е постдокторален изследовател по ортопедична онкология в университета на Флорида.

## Служба в НАСА
Робърт Сетчър e избран за астронавт от НАСА на 6 май 2004 г., Астронавтска група №19. През февруари 2006 г. завършва общия курс на подготовка. Взема участие в един космически полет. Има в актива си две космически разходки с обща продължителност 12 часа и 19 минути. Напуска НАСА на 9 септември 2011 г.

## Полет
Робърт Сетчър лети в космоса като член на екипажа на една мисия:
| Космически полет на Робърт Ли Сетчър                             | Космически полет на Робърт Ли Сетчър | Космически полет на Робърт Ли Сетчър | Космически полет на Робърт Ли Сетчър | Космически полет на Робърт Ли Сетчър | Космически полет на Робърт Ли Сетчър | Космически полет на Робърт Ли Сетчър |
| №                                                                | Дата                                 | КК                                   | Емблема на мисията                   | Функции                              | Продължителност                      |                                      |
| ---------------------------------------------------------------- | ------------------------------------ | ------------------------------------ | ------------------------------------ | ------------------------------------ | ------------------------------------ | ------------------------------------ |
| 1                                                                | 16 ноември 2009                      | „Атлантис“, мисия STS-129            |                                      | Специалист на мисията                | 10 денонощия 19 часа 16 мин. 13 сек. |                                      |
| Сумарно време в космоса – 10 денонощия 19 часа 16 минути 13 сек. |                                      |                                      |                                      |                                      |                                      |                                      |